# Egon Heeg
Egon Heeg (* 1942) ist ein deutscher Historiker, Heimatforscher und ehemaliger Lehrer aus Frechen, Nordrhein-Westfalen. Seit 1982 engagiert er sich als ehrenamtlicher Beauftragter für Denkmalpflege der Stadt Frechen und hat maßgeblich zur Erforschung und Bewahrung der lokalen Geschichte beigetragen. Für seine Verdienste wurde ihm 2022 das Bundesverdienstkreuz am Bande verliehen.

## Leben
Egon Heeg wurde 1942 geboren und lebt seit 1945 in Frechen. Neben seiner Tätigkeit als Lehrer und Konrektor an einer Sonderschule für Lernbehinderte widmete er sich früh der Erforschung der Heimatgeschichte. 1979 entdeckte und kartographierte er zwei römische Wasserleitungen in Frechen-Bachem, woraufhin er ehrenamtlicher Mitarbeiter des Rheinischen Landesmuseums in Bonn für den Bereich Frechen wurde.
1982 wurde Heeg zum ehrenamtlichen Denkmalbeauftragten der Stadt Frechen ernannt, eine Position, die er bis heute innehat. Er setzte sich erfolgreich für den Erhalt zahlreicher Denkmäler ein und verhinderte deren Abriss. Zudem engagiert er sich seit 1999 als sachkundiger Bürger im Stadtrat von Frechen.

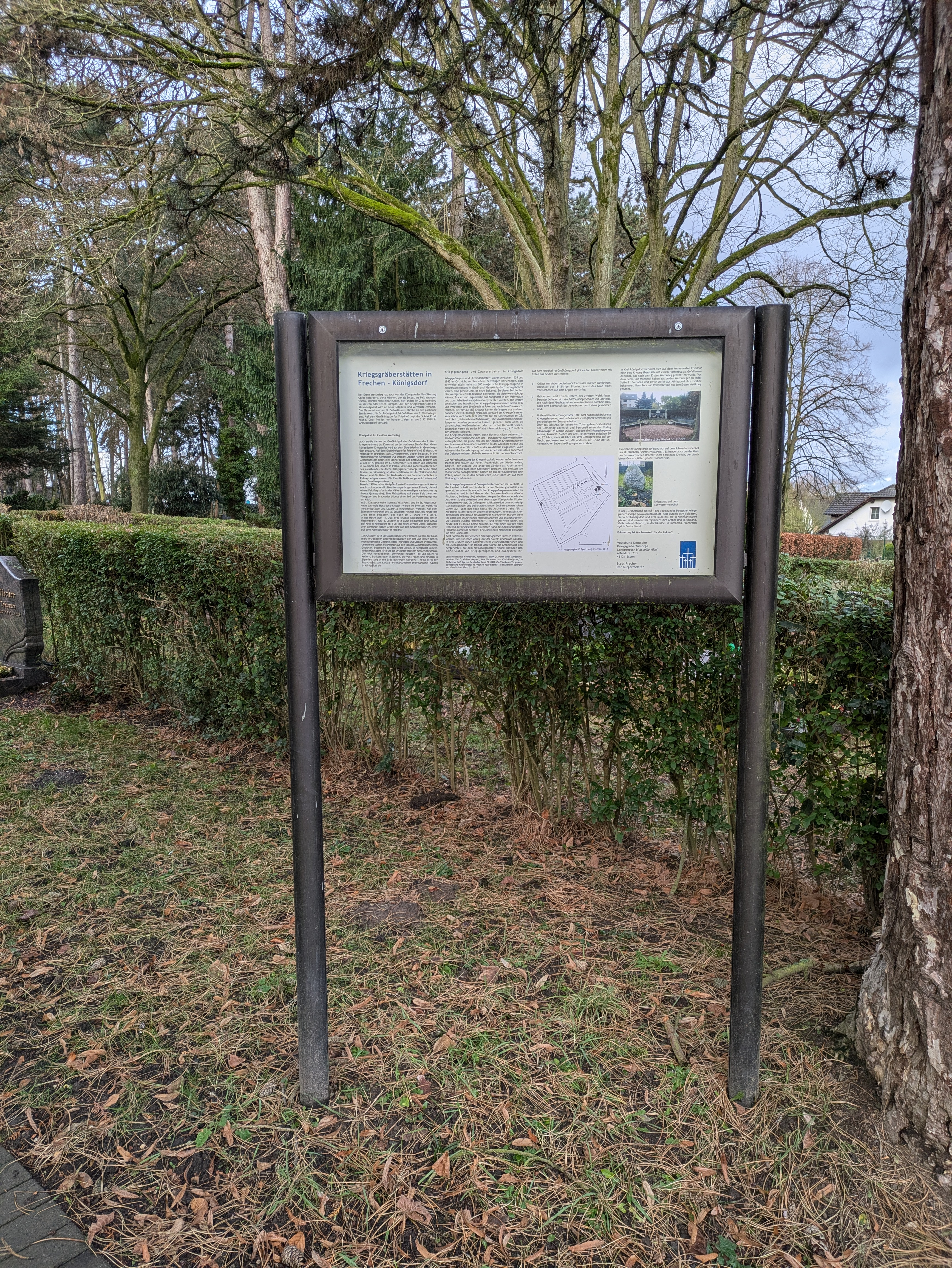
Infotafel am auf dem Friedhof Königsdorf Süd

Zusammen mit dem Volksbund Deutsche Kriegsgräberfürsorge erstellte er Informationen zu den Kriegsgräberstätten auf den Frechener Friedhöfen – wie z. B. auf dem Friedhof Königsdorf Süd.
Im Jahr 1985 erreichte Heeg zusammen mit dem Denkmalbeauftragten Helmut Weingarten die Eintragung des jüdischen Friedhofs in die Denkmalliste der Stadt Frechen als Bodendenkmal.

## Auszeichnungen
Für seine vielfältigen Verdienste erhielt Heeg mehrere Ehrungen:
- 1984: Albert-Steeger-Preis für seine Forschungen zur Frühgeschichte des Braunkohlebergbaus
- 1992: Ehrennadel der Stadt Frechen
- 2002: Rheinlandtaler des Landschaftsverbands Rheinland (LVR)
- 2005: Ehrenring der Stadt Frechen
- 2022: Bundesverdienstkreuz am Bande

## Publikationen (Auswahl)
Egon Heeg hat zahlreiche Werke zur Geschichte Frechens und der Region veröffentlicht. Hier eine Auswahl seiner Publikationen:
- Egon Heeg: Der Frechener Judenfriedhof – Denkmal und Mahnmal zugleich. In: Lebendiges Frechen, Heft 4/88. Frechen
- Egon Heeg: Die Köln-Frechener Keramik des Toni Ooms 1919–1934. Köln 1992. (sowie Ergänzungsband. Frechen 2003.)
- Egon Heeg, Axel Kurth, Peter Schreiner (Hrsg.): Königsdorf im Rheinland. Pulheimer Beiträge zur Geschichte, 34. Sonderveröffentlichung, Pulheim, ISBN 978-3-927765-53-5.
- Egon Heeg: Die Levys oder Die Vernichtung des Altfrechener Judentums. Band 3, Düren 2009, ISBN 978-3-927312-97-5
- Egon Heeg: Frechener Straßen. Spiegel der Frechener Geschichte. Köln 1984, ISBN 3-7927-0889-2
- Egon Heeg: 100 Jahre Elektrizitäts- und Wasserwerk Frechen. Brühl 1995.
- Egon Heeg, Helmut Weingarten, Hans Richartz:  Grüße aus Frechen und aus seinen Stadtteilen: Ansichtskarten erzählen Geschichte  Verlag: Hahne u. Schloemer 0. ISBN 978-3-927312-54-8
- Egon Heeg: Vorindustrieller Braunkohlenbergbau im Raum Frechen, 1972

Seine Arbeiten leisten einen bedeutenden Beitrag zur Dokumentation und Bewahrung der Geschichte Frechens und der umliegenden Region.